# Roy E. Furman
Roy E. Furman (* 16. April 1901 in Davistown, Greene County, Pennsylvania; † 18. Mai 1977 in Harrisburg, Pennsylvania) war ein US-amerikanischer Politiker.  Zwischen 1955 und 1959 war er Vizegouverneur des Bundesstaates Pennsylvania.

## Werdegang
Über die Jugend und Schulausbildung von Roy Furman ist nichts überliefert. Beruflich war er in der Baubranche tätig, wobei er eine eigene Firma besaß. Politisch schloss er sich der Demokratischen Partei an. In den Jahren 1940, 1956 und 1960 war er Delegierter bzw. Ersatzdelegierter zu den jeweiligen Democratic National Conventions. Von 1933 bis 1940 saß er als Abgeordneter im Repräsentantenhaus von Pennsylvania, dessen Präsident er in den Jahren 1936 bis 1938 war.
1954 wurde Furman an der Seite von George Michael Leader zum Vizegouverneur von Pennsylvania gewählt. Dieses Amt bekleidete er zwischen 1955 und 1959. Dabei war er Stellvertreter des Gouverneurs und Vorsitzender des Staatssenats. 1958 kandidierte er erfolglos in den Gouverneursvorwahlen seiner Partei. Von 1959 bis 1963 gehörte er der Pennsylvania Turnpike Commission an. Er starb am 18. Mai 1977 in Harrisburg.